# Eurofima
Eurofima – spółka celowa utworzona przez przedsiębiorstwa kolejowe Europy Zachodniej na podstawie międzynarodowego porozumienia z 20 listopada 1956 roku z siedzibą w Bazylei w Szwajcarii.
Spółka zajmuje się finansowaniem i dostawami taboru kolejowego (w tym standaryzowanego taboru powstałego na własne zamówienie) operatorom na zasadach leasingu.
Po upadku żelaznej kurtyny do spółki przystąpiła większość krajów bloku wschodniego. Niektóre, jak np. Węgry, wykorzystały przystąpienie do spółki do zakupu za jej pośrednictwem dużej ilości taboru.

## Udziałowcy
Według stanu na rok 2017:
Kolejność malejąca wg udziałów.
- Niemcy – Deutsche Bahn AG (22,60%)
- Francja – SNCF Mobilités (22,60%)
- Włochy – Ferrovie dello Stato Italiane S.p.A. (13,50%)
- Belgia – SNCB (9,80%)
- Holandia – N.V. Nederlandse Spoorwegen (5,80%)
- Hiszpania – Renfe Operadora (5,22%)
- Szwajcaria – SBB (5,00%)
- Luksemburg – CFL (2,00%)
- Portugalia – CP (2,00%)
- Austria ÖBB-Holding AG (2,00%)
- Grecja – Organismos Sidirodromon Ellados (2,00%)
- Szwecja – Ministerstwo Transportu (2,00%)
- Serbia – Akcionarsko društvo Železnice Srbije (1,08%)
- Czechy – České dráhy a.s. (1,00%)
- Chorwacja – HŽ Putnički prijevoz d.o.o. (0,82%)
- Węgry – MÁV (0,70%)
- Bośnia i Hercegowina – ŽFBH (0,51%)
- Słowacja – Železničná spoločnosť Slovensko (0,50%)
- Słowenia – Slovenske železnice (0,20%)
- Bułgaria – Holding Balgarski Darzhavni Zheleznitsi EAD (0,09%)
- Macedonia Północna – Javno pretprijatie Makedonski Železnici-Infrastruktura (0,09%)
- Czarnogóra – Željeznički Prevoz Crne Gore AD (0,06%)
- Turcja – Türkiye Cumhuriyeti Devlet Demiryolları (0,04%)
- Macedonia – Makedonski Železnici – Transport AD (0,02%)
- Dania – Danske Statsbaner (0,02%)
- Norwegia – Norges Statsbaner (0,02%)